# Magnus Jarl
Magnus Jarl, född 31 januari 1790 i Ullångers socken,, död 8 november 1844 på mentalsjukhuset Härnösands hospital, var en svensk skarprättare. Han efterträdde Daniel Lenmark som Västernorrlands läns skarprättare och tjänstgjorde 1840–1844.

## Biografi
Jarls första uppgift som skarprättare var avrättningen av brodermördaren Pehr Carlsson från Tåsjö i Ångermanland den 17 oktober 1840 kl 12.00 vid avrättningsplatsen på gränsen mellan Ramsele och Fjällsjö socknar.
Nästa avrättning var den 25 maj 1842. Den gällde Johan Persson, även kallad "Diger-Janke", som var dömd för mord på Stephan Nordenberg i Skallböle i Medelpad.